# Conducto biliar intrahepático

Diagrama que muestra la posición de los conductos biliares intrahepáticos.

Los conductos biliares intrahepáticos son dos conductos que pasan a través del hígado y sacan la bilis producida por este. Son el conducto hepático derecho y el conducto hepático izquierdo. Los dos conductos hepáticos se unen formando el conducto hepático común.

## Anatomía de las vías biliares intrahepáticas
Las vías biliares intrahepáticas son una red de tubos pequeños que llevan bilis dentro del hígado. Los conductos más pequeños, llamados conductillos, se unen para formar los conductos biliares hepáticos derecho e izquierdo por los que pasa la bilis hacia fuera del hígado. En la vesícula biliar se almacena la bilis que luego se libera cuando se digieren alimentos.